# Kokaitk
Kokaitk, jedno od tri podplemena pravih Bella Bella ili Northern Kwakiutl Indijanaca,  (ostala dva su Oealitk i Oetlitk), porodica Wakashan, nastanjenih na sjevernoj obali Milbank Sounda u kanadskoj provinciji Britanska Kolumbija. Naziv Kokaitk javlja se ponegdje i kao Kokaith i Koqueightuk. 

## Vanjske poveznice
- Bellabella Indians of Canada